# 群青讃歌/遊生夢死
『群青讃歌/遊生夢死』（ぐんじょうさんか/ゆうせいぼうし）はEveの1作目の配信限定EP。2021年9月30日にトイズファクトリーより各音楽配信サービスにてリリースされた。

## 背景とリリース
前作『廻廻奇譚/蒼のワルツ』以来約9ヶ月振りのリリース。
表題曲「群青讃歌」「遊生夢死」の他、2021年4月30日に配信限定でリリースされた「夜は仄か」、YouTubeでミュージックビデオが公開されていた「いのちの食べ方 (DanceMix ver.)」「ドラマツルギー (Live Film ver.)」の全5曲を収録している。前作の発売以降に配信されたシングルのうち、ヨルシカのsuisとのコラボ楽曲である「平行線」は未収録となった。
表題曲のうち「遊生夢死」は9月27日に先行配信された。
2022年3月16日にリリースされたアルバム『廻人』に本作品収録の「群青讃歌」「遊生夢死」「夜は仄か」が収録された。

## チャート成績
『群青讃歌/遊生夢死』は、初週1,372DLでオリコン週間デジタルアルバムチャートで初登場3位を記録。

## 収録曲
| 全作詞・作曲: Eve、全編曲: Numa。 |                                     |       |            |      |
| #                                 | タイトル                            | 作詞  | 作曲・編曲 | 時間 |
| 1.                                | 「群青讃歌」                        | Eve   | Eve        | 4:35 |
| 2.                                | 「遊生夢死」                        | Eve   | Eve        | 3:14 |
| 3.                                | 「夜は仄か」                        | Eve   | Eve        | 3:12 |
| 4.                                | 「いのちの食べ方 (DanceMix ver.)」  | Eve   | Eve        | 3:41 |
| 5.                                | 「ドラマツルギー (Live Film ver.)」 | Eve   | Eve        | 3:57 |
| 合計時間:                         | 合計時間:                           | 18:39 |            |      |

## 楽曲解説
群青讃歌
スマホゲーム「プロジェクトセカイ カラフルステージ！ feat. 初音ミク」1周年記念アニバーサリーソング。
本EP発売日同日にゲーム内の楽曲として、「セカイver.」と初音ミク歌唱の「バーチャル・シンガーver.」が実装された。また、セカイver.を収録するCD『セカイ/ワーワーワールド/群青讃歌』が12月8日に発売された。2025年には劇場アニメ『劇場版プロジェクトセカイ 壊れたセカイと歌えないミク』の挿入歌（劇場版プロジェクトセカイver.）としても起用された。
2021年9月30日にYouTubeではEve feat. Miku Hatsune ver.、ニコニコ動画では初音ミク ver.のミュージック・ビデオが同時公開された。アニメーションはくっか。
EveがVOCALOID楽曲を投稿をするのは3年振り。
遊生夢死
個人制作アニメーションの祭典「Project Young.」主題歌。
2021年9月10日にYouTubeでミュージック・ビデオが公開された。監督はniL。
夜は仄か
配信限定シングルとして前作の配信シングル『平行線』から2ヶ月ぶり、2021年4月30日にリリースされた。
4月30日の19時にミュージックビデオが公開された。タイ出身のクリエイターZemyataが手掛けており、海外の映像クリエイターがEveのMVを手掛けるのは本作が初となる。
いのちの食べ方 (DanceMix ver.)
6thアルバム『Smile』収録曲のリアレンジ版。
「いのちの食べ方 (movie ver.)」のタイトルで2020年5月22日にYouTubeでミュージック・ビデオが公開された。
ドラマツルギー (Live Film ver.)
4thアルバム『文化』収録曲のライブ音源。
2021年7月1日にYouTubeでライブ映像が公開された。監督は太田好治/Satoshi Tani。

### ユニットメンバー
1. ↑  星乃一歌（野口瑠璃子）、花里みのり（小倉唯）、小豆沢こはね（秋奈）、天馬司（廣瀬大介）、宵崎奏（楠木ともり）、初音ミク
2. ↑  Leo/need、MORE MORE JUMP!、Vivid BAD SQUAD、ワンダーランズ×ショウタイム、25時、ナイトコードで。